# Mika Sándor
Mika Sándor (Brassó, 1859. február 12. – Budapest, 1912. május 1.) magyar történész, filozófiai doktor, főgimnáziumi rendes- és egyetemi magántanár.

## Életútja

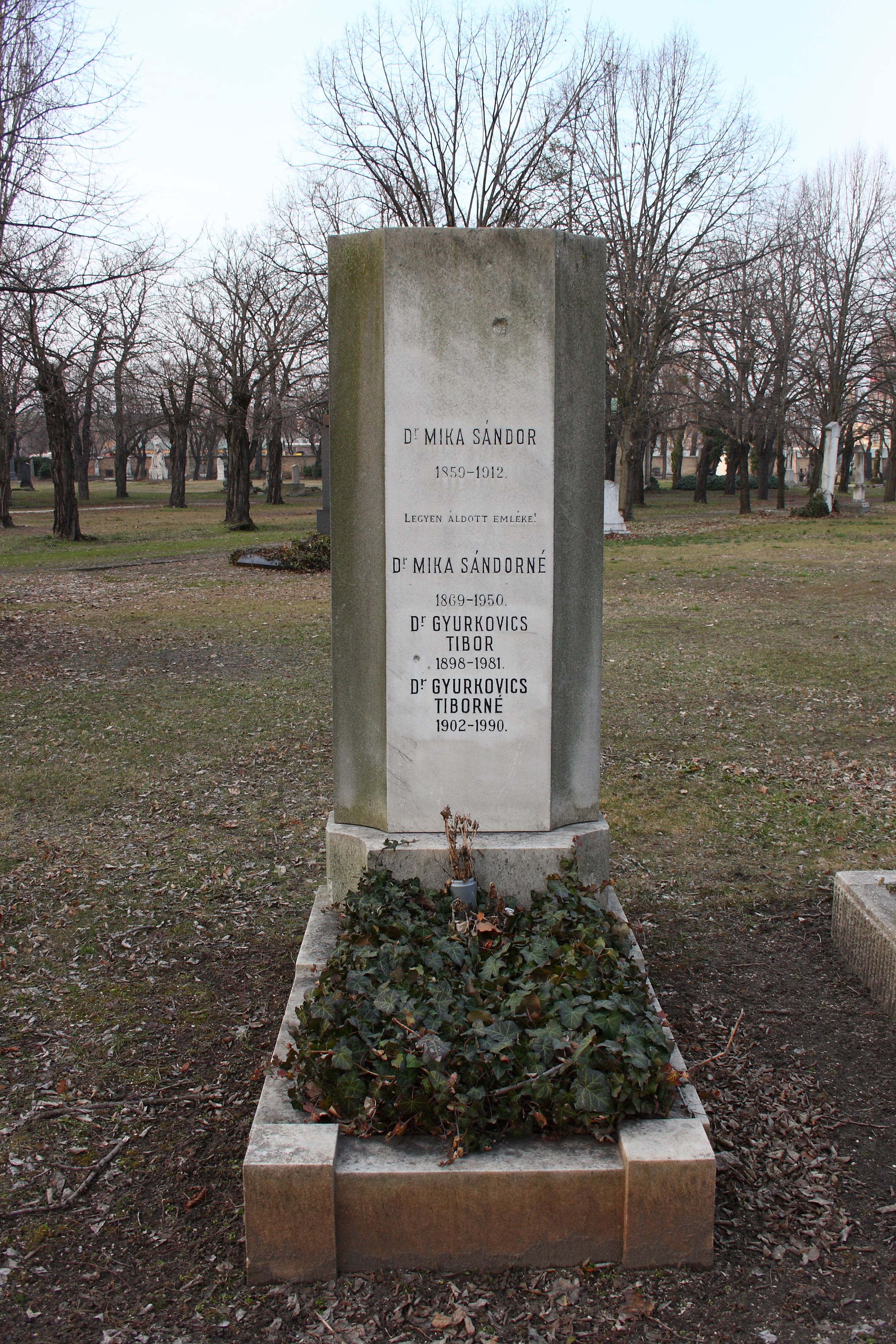
Mika Sándor síremléke a Kerepesi temetőben

Szülővárosában végezte középiskoláit. Egyetemi tanulmányait a kolozsvári, berlini és párizsi egyetemeken végezte. 1879-ben tett doktorátust és tanári vizsgát a kolozsvári egyetemen. 1883 és 1886 között magántanár a kolozsvári egyetemen, 1886-tól 1892-ig a Brassói Főreáliskola, 1892-től 1895-ig a budapesti VII. kerületi főgimnázium, 1895-től a tanárképző-intézet gyakorló főgimnázium tanára, egyben szakvezető tanár az Eötvös-kollegiumban. Itt nagy hatást gyakorolt, főleg forráskritikai módszerével és egyetemes történeti távlataival a fiatal történésznemzedékre (Szekfű Gyula, Eckhart Ferenc stb.). 1897-ben a budapesti egyetemen Erdély történelmének magántanárává képesítették.
Cikkei a Budapesti Szemlében (1883ː A pápaság felemelkedése a XI. században, 1884; Ranke felfogása a középkor kezdetéről); az Erdélyi Múzeumban (1885ː A franczia forradalom a legújabb világításban és könyvismertetés, 1891ː Egy év Brassó és Erdély történetéből – 1613); a Századokban (1886ː könyvismertetés, 1893ː Történelmi irodalmunk 1892-ben); a brassói állami reáliskola Értesítőjében (1888ː Egy szász történetíró a múlt századból: Hermann Mihály); a Brassó című folyóiratban (1890. 10., 11. számː Menyegzői szokások a XVII. században); a Történelmi Tárban (1893–1894ː I. Rákóczy György összeköttetése Brassóval) jelentek meg, de írt a Turulba és az Uraniába is; illetve a Pallas Nagy Lexikonának is munkatársa volt.

## Főbb művei
- Richelieu bíbornok-minister befolyása Francziaországra és Európára. Kolozsvár, 1879. (Ism. Erdélyi Múzeum)
- Az investitura kérdése Erdélyben. Kolozsvár, 1884. (Különnyomat az Erdélyi Múzeum kiadványaiból)
- Weiss Mihály, egy szász államférfiú a XVII. századból. Budapest, 1893 (Magyar történeti életrajzok IX. kötete → ismerteti a Budapesti Szemle LXXV.) Online
- A hűbériség és keresztes hadjáratok kora. Budapest, 1900. (Nagy képes világtörténet V. kötete → ismerteti a Vasárnapi Ujság 43. sz.); Elektronikus elérés:
- Világtörténet. Budapest, 1902. I–III.
- Béla király névtelen jegyzőjének könyve a magyarok tetteiről. (ford. Szabó Károly, javította és bevezetéssel ellátta Mika Sándor). Budapest, 1898

Ezenkívül 1901-től Angyal Dáviddal szerkesztett történeti tankönyveket a gimnáziumok és reáliskolák számára.

## Egyéb külső hivatkozások
- Mika Sándor Egyesület